# Жана-Куат
Жана-Куат (каз. Жаңа Қуат) — село в Талгарском районе Алматинской области Казахстана. Входит в состав Гульдалинского сельского округа. Код КАТО — 196249600.

## География
Расположено к востоку от реки Картабулак (приток Малой Алматинки), между БАКАД и улицей Абубакирова села Отеген-Батыр.

## История
Образовано решением Алматинского областного маслихата от 23 мая 2018 года № 31-164 и постановлением акимата Алматинской области от 24 мая 2018 года № 237.